# Картель, Николай Александрович
Николай Александрович Картель (5 мая 1937, деревня Галяшы, Россонский район, Витебская область — 1 апреля 2013) — белорусский генетик. Академик Национальной академии наук Белоруссии (1996; член-корреспондент с 1986), доктор биологических наук (1984), профессор (1991). Заслуженный деятель науки Республики Белоруссия (1999).

## Биография
Окончил Белорусский лесотехнический институт (1959). В 1959—1960 гг. помощник таксатара Минской лесаўпарадкавальнай партии, в 1960—1963 гг. аспирант, в 1963—1967 гг. ассистент в Белорусском технологическом институте. В 1967—1978 гг. старший научный сотрудник, в 1978—1994 гг. заместитель директора по научной работе Института генетики и цитологии АН БССР. В 1994—2004 гг. директор Института генетики и цитологии Национальной академии наук Белоруссии, с 2005 г. заведующий лабораторией этого института.
Основные работы по генетике, молекулярной генетике и генетической инженерии растений. Исследовал вопросы генетики и селекции древесных растений, радиационного мутагенеза сельскохозяйственных растений, проблемы генетической и клеточной инженерии высших растений. Провел систематическое изучение взаимодействия экзагеннай ДНК с геномом высших растений и обосновал фундаментальные положения о физиолога-биохимическом, цыталагічным и генетическим действия чужеродной ДНК в растительный организм. Разработал технологию получения трансгенных растений ряда сельскохозяйственных культур и создал оригинальные векторные конструкции, которые несут хозяйственно важные гены. Получил трансгенные растения, которые проявляют устойчивость к фітапатагенаў и насекомых, растения, способные успешно расти на почвах, загрязненных тяжелыми металлами и нефтепродуктами. Установил роль простых и сложных повторяющихся последовательностей ДНК в структурно-функциональной организации генома растений. Издал и внедрил в практику методические рекомендации по ДНК-паспортизации сортов и линий растений. Создал насыщенную ДНК-маркерами генетическую карту генома ржи, которая представляет высокую генетико-селекционную ценность. Под его руководством проводятся исследования по ДНК-маркер сопутствующей селекции сельскохозяйственных культур, по идентификации генов устойчивости к болезням, диагностике заболеваний с использованием ДНК-маркеров. Выполнил исследования генетических последствий Чернобыльской катастрофы. Результаты изучения молекулярно-генетических особенностей развития папиллярных карцином щитовидной железы у детей нашли отражения в изданном в США справочнике по раку щитовидной железы (Thyroid Cancer, 2006).

## Награды
- Премия Национальной академии наук Белоруссии 2001 за книгу «Генетика: энциклопедический словарь».
- Награждён медалью Франциска Скорины (2009).

## Основные работы
- Генетика в лесоводстве. Мн.: Наука и техника, 1970 (совм. с. Е. Д. Манцевичем).
- Генетическая инженерия. Мн.: Наука и техника, 1980 (совм. с. Н. А. Троицким).
- Эффекты экзогенной ДНК у высших растений. Мн.: Наука и техника, 1981.
- Биоинженерия: методы и возможности. Мн.: Урожай, 1989.
- Фитогормоны и фитопатогенность бактерий. Мн.: Наука и техника, 1994 (совм. с. Е. В. Лобанок, В. В. Фомичевой).
- Генетика: энциклопедический словарь. Мн.: Технология, 1999 (совм. с. Е. Н. Макеевой, А. М. Мезенко).
- Биотехнология в растениеводстве. Мн.: Технология, 2005 (совм. с. А. В. Кильчевским).